# Wendy Vrijenhoek
Wendy Vrijenhoek (Rotterdam, 25 maart 1986) is een Nederlands stuntvrouw en actrice. Ze is werkzaam voor het stuntteam van Hammy de Beukelaer. Vrijenhoek heeft onder andere stunts verzorgd voor Deuce Bigalow: European Gigolo (2005), Kidnapping Freddy Heineken (2015) en Killing Eve (2018). In 2014 voerde ze stunts uit voor de videoclip van de single Ta fête van de Belgische zanger Stromae. Daarnaast heeft ze enkele rollen gespeeld in tv-series en de film Boy Meets Gun (2019).

## Biografie
Vrijenhoek groeide op in de Rotterdamse wijk Crooswijk. Toen ze zeven jaar oud was, moest ze van haar moeder aan vechtsport gaan doen zodat ze zich kon verdedigen als ze later zou gaan stappen in de stad. Ze koos voor de Japanse vechtkunst ninjutsu. Op 12-jarige leeftijd deed ze haar eerste stunt voor de tv-serie Flodder.
In 2014 zegde ze haar baan als lerares op een basisschool op om fulltime stuntvrouw te worden. Volgens het tijdschrift Vriendin was ze in 2016 de enige fulltime stuntvrouw in Nederland. In een interview met Kek Mama in 2019 gaf Vrijenhoek aan dat haar werkzaamheden als stuntvrouw toenamen nadat ze als stunt double van Yolanthe Cabau optrad in Het geheim van Mega Mindy uit 2009. Cabau speelde in die film de rol van Miss Volta.